# Microbe vu à travers un tempérament
Microbe vu à travers un tempérament est une œuvre du sculpteur allemand Max Ernst située à Paris, en France. Créée en 1964 et installée en 2000 dans les jardins des Tuileries, il s'agit d'une sculpture en bronze.

## Description
L'œuvre prend la forme d'un pilier grossièrement rectangulaire, légèrement échancré vers le bas, sur les côtés duquel s'élèvent deux arcs. L'ensemble repose sur un socle et possède une forme vaguement humanoïde.
La sculpture mesure 3,19 m de haut pour 0,85 m de long et 0,61 m de large.

## Localisation
L'œuvre est installée au centre d'un parterre des jardins des Tuileries.

## Historique
Microbe vu à travers un tempérament date de 1964
L'œuvre est installée dans les jardins des Tuileries en 2000, en même temps qu'une douzaine d'autres œuvres d'art contemporain ; elle remplace une œuvre d'Henri-Édouard Lombard, L'Été.

## Artiste
Max Ernst (1891-1976) est un peintre et sculpteur allemand, artiste majeur des mouvements Dada et surréaliste.